# Giorgio Bellettini
Giorgio Bellettini (Bologna, 5 maggio 1934) è un fisico italiano.

## Biografia
Laureatosi all'Università di Pisa nel 1957, con una tesi sulle risonanze quadrupolari nucleari mediante microonde con bersagli costituiti da strutture molecolari complesse. Ha iniziato a insegnarvi nel 1960, con l'incarico degli insegnamenti di Fisica atomica (1960-1961) e di Elettronica (1961-1963).
È stato professore associato di Fisica nucleare (1966-1977) e poi di Ottica elettromagnetica e Acceleratori di particelle (1978-1989).
Negli anni 1989-1992 ha insegnato Meccanica classica e Termodinamica all'Università di Ferrara e, dal 1992 al 1996, presso l'ateneo pisano.
Dal 1979 è ordinario di Fisica generale nello stesso ateneo, dove, dal 1997, tiene anche il corso di Fisica degli acceleratori.
Svolge attività di ricerca presso il Fermilab, dove coordina, dal 1980, il gruppo di fisici dell'INFN che prendono parte all'esperimento CDF (Collider Detector at Fermilab), progettato e costruito nella sua prima generazione da una collaborazione internazionale statunitense-giapponese-italiana. L'apparato sperimentale ha permesso nel 1994 di rivelare il quark top.
Dal 1992 al 1998 è stato membro del Scientific Policy Committee del CERN.
Ha scritto oltre 400 articoli su riviste scientifiche internazionali che vanno dalle "Ricerche sulle interazioni di antiprotoni in emulsioni nucleari (1957) fino alle "Interazioni elastiche ed inelastiche antiprotone-protone".

## Premi e onorificenze
- Medaglia Matteucci dell'Accademia nazionale delle scienze nel 2006.